# Oxytropis vassilczenkoi
Oxytropis vassilczenkoi är en ärtväxtart som beskrevs av Boris Alexandrovich Jurtzev. Oxytropis vassilczenkoi ingår i släktet klovedlar, och familjen ärtväxter. Utöver nominatformen finns också underarten O. v. substepposa.